# Kira Lipperheide
Kira Lipperheide, född 7 februari 2000 i Castrop-Rauxel, är en tysk bobåkare och friidrottare.

## Karriär
Vid EM 2025 i Lillehammer tog Lipperheide brons tillsammans med Lisa Buckwitz i tvåmannabob.